# Канютино
Канютино — населённый пункт (тип: станция) в Холм-Жирковском районе Смоленской области России, посёлок при станции Никитинка на железнодорожной ветке Дурово — Владимирский Тупик. Входит в Лехминское сельское поселение. Население — 425 жителей (2007 год).

## География
Расположена в северной части области в 15 км к западу от Холм-Жирковского, у автодороги Холм-Жирковский — Ярцево, на берегу реки Канютинка. С посёлком при станции фактически слилась деревня Канютино.

## История
17 августа 1941 года началось сосредоточение 45-й кавалерийской дивизии в лесах в районе Канютино.
В 1941—1943 годах находилась под фашистской оккупацией.
До 1 января 2019 года административный центр Канютинского сельского поселения, упразднённого согласно Закону Смоленской области от 20 декабря 2018 года. С 2019 года входит в Лехминское сельское поселение.

## Население
425 (2007).

## Инфраструктура

### Социальные объекты
Дом культуры, библиотека, МБОУ Канютинская основная школа.

### Экономика
Путевое хозяйство. Действует железнодорожная станция Канютино.

## Транспорт
Автомобильный и железнодорожный транспорт.